# Stephen Myler
Stephen John Myler (Widnes, 21 luglio 1984) è un ex rugbista a XIII e a XV che ha rappresentato l'Inghilterra in detta ultima disciplina.
Vincitore di un campionato inglese e di due Challenge Cup con Northampton, al 2023 è il terzo miglior marcatore di Premiership con 1778 punti.

## Biografia
Formatosi nelle giovanili del St Helens, ebbe il suo primo contratto professionistico nel 2003 con il Widnes Vikings, club in cui rimase fino al 2005 quando si trasferì a Salford con un contratto annuale.
Alla fine dell'accordo con Salford, cambiò codice e passò al rugby a XV con Northampton nel settembre 2006.
Il club militava all'epoca in seconda divisione ma guadagnò subito la promozione in Premiership e, tre anni dopo l'arrivo di Myler, si aggiudicò la Challenge Cup con quindici suoi punti marcati nella finale contro Bourgoin-Jallieu.
Nel 2011 giunse fino alla finale di Heineken Cup ma la perse contro Leinster.
Nel 2013 giunse, a quasi 29 anni, l'esordio in nazionale, benché l'esperienza in maglia bianca di Myler sia limitata a un solo incontro, tenutosi a Buenos Aires contro l'Argentina nel corso del tour inglese in Sudamerica.
Nel 2014 Myler contribuì in maniera rilevante all'accoppiata campionato / coppa: dapprima realizzò 20 punti nella finale di Challenge Cup vinta su Bath e, a seguire, ne marcò 9 nella finale di Premiership vinta sul Saracens nei tempi supplementari.
Dopo 12 anni di militanza a Northampton, nel 2018 lasciò il club per trasferirsi al London Irish con uno score di 1704 punti in Premiership e più di 2000 in totale per il club; dopo due anni a Londra, durante i quali ritoccò la propria quota-punti in Premiership fino a 1778, firmò un contratto con la franchise gallese di Pro14 dell'Ospreys, con cui poi estese il contratto fino al 2023, ultimo anno di carriera avendo annunciato il ritiro due mesi prima della fine della stagione sportiva.
Durante il suo ultimo anno d'attività agonistica ha collaborato con la federazione gallese quale consulente alla tecnica dei calci piazzati delle giocatrici della nazionale femminile in vista della Coppa del Mondo 2021 in programma a ottobre 2022 in Nuova Zelanda.

## Palmarès
- Premiership: 1
Northampton: 2013-14
- Challenge Cup: 2
Northampton: 2008-09, 2013-14
- Coppe Anglo-Gallesi: 1
Northampton: 2009-10